# Give You Up
Give You Up è un singolo della cantante inglese Dido, pubblicato nel 2019 ed estratto dal suo quinto album in studio Still on My Mind.

## Video
Il videoclip della canzone, pubblicato il 19 febbraio 2019, è stato diretto da Sophie Muller.

## Tracce
Download digitale
1. Give You Up – 3:21